# All-Ireland Senior Football Championship 1980
L'All-Ireland Senior Football Championship del 1980 fu l'edizione numero 94 del principale torneo irlandese di calcio gaelico. Kerry si impose per la ventiseiesima volta, la terza consecutiva.

## All-Ireland Senior Football Championship

### Semifinali
| Dublino 10 agosto Semifinale | Roscommon | 2-20 – 3-11 | Armagh | Croke Park |

| Dublino 24 agosto Semifinale | Kerry | 4-15 – 4-10 | Offaly | Croke Park |

### Finale All-Ireland
| Dublino 21 settembre Finale | Kerry | 1-09 – 1-06 | Roscommon | Croke Park (65 898 spett.) |